# Necydalinae
Los necidalinos (Necydalinae) son una  subfamilia de coleópteros dentro de la familia Cerambycidae. Históricamente fue tratada como una tribu dentro de la subfamilia Lepturinae, pero recientemente ha sido reconocida como una subfamilia separada.
Estos escarabajos son inusuales para los cerambícidos, en que los élitros son bastante cortos, por lo que son más similares en apariencia a los escarabajos de la familia Staphylinidae. La mayoría imitan a las abejas o avispas.

## Géneros
- Atelopteryx - Callisphyris - Cauarana - Hephaestioides - Hephaestion - Mendesina - Necydalis - Parahephaestion - Planopus - Platynocera - Psebena - Rhathymoscelis - Ulochaetes[1]

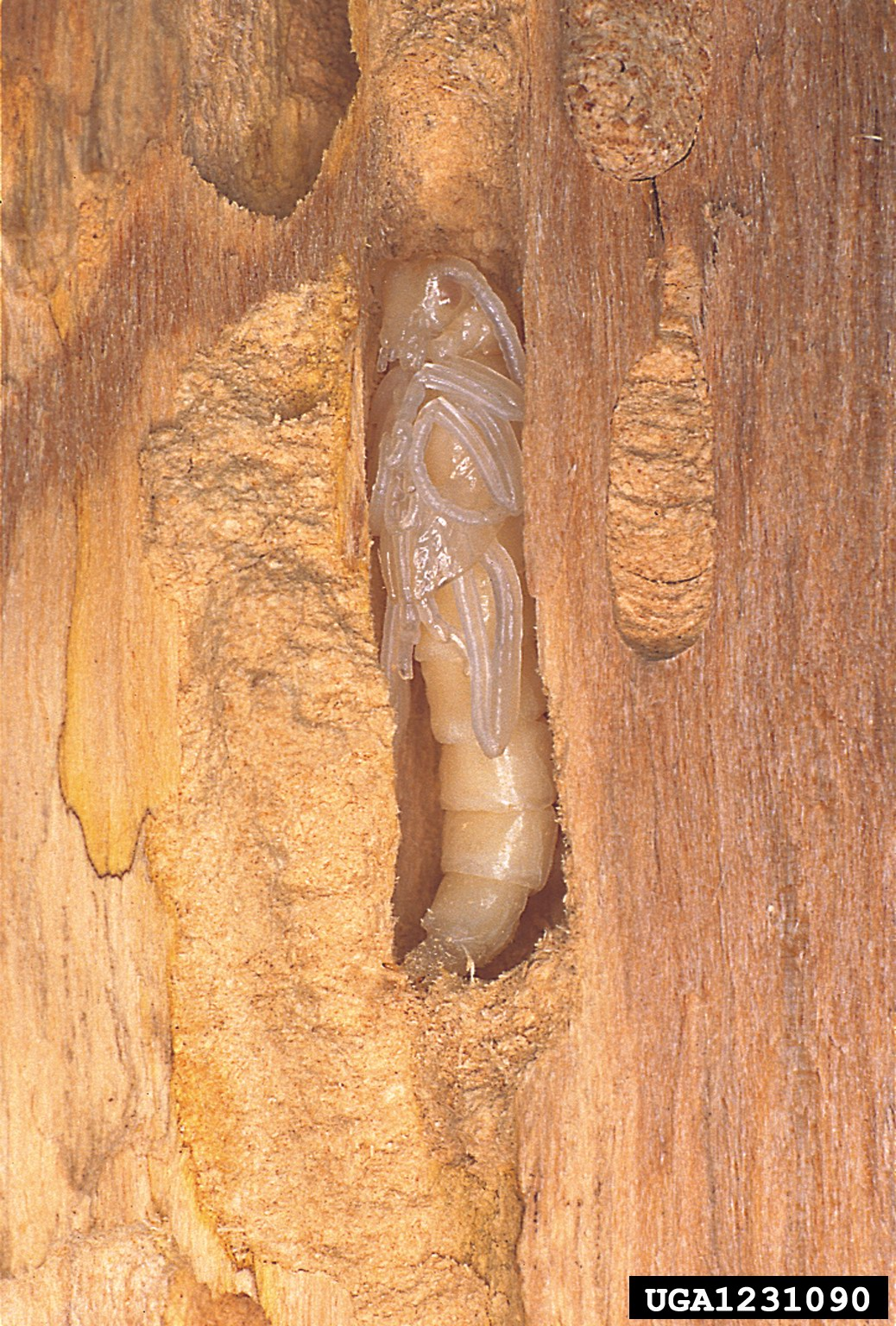
Necydalis major pupa